# Wilhelm Pfleiderer
Wilhelm August Pfleiderer (* 11. Juni 1878 in Mangalore; † 26. Oktober 1953 in Stuttgart) war ein deutscher Gymnasiallehrer und Dialektforscher, der das Schwäbische Wörterbuch vollendete.

## Leben
Der Sohn von Gottlob Friedrich Pfleiderer, der ab 1853 als Missionskaufmann in Mangalore (Indien) tätig war und 1880 Chef der Missionshandlung in Basel geworden war, studierte ab 1896 an der Universität Tübingen und wurde 1902 zum Dr. phil. promoviert. In Tübingen wurde er Mitglied der Studentenverbindung AG Rothenburg.
Er war seit 1913 Gymnasialprofessor in Stuttgart. Der Oberstudiendirektor arbeitete auch als Linguist und Historiker.
Er war verheiratet mit Lilli Pfleiderer geb. Schmid, sein Schwiegervater war der Philologe Wilhelm Schmid.

## Schwäbisches Wörterbuch
Pfleiderer war ein Mitarbeiter an Hermann Fischers Schwäbischem Wörterbuch. Nach Fischers Tod 1920 übernahm er die Redaktion des Wörterbuchs, das er zu Ende führen konnte. Die letzte, 84. Lieferung kam 1936 heraus.

## Veröffentlichungen (Auswahl)
- Von deutschen Wörterbüchern. In: Besondere Beilage des Staats-Anzeigers für Württemberg, Nr. 1, 31. Januar 1929, S. 29–32.